# ARA La Argentina (C-3)
O ARA La Argentina foi um cruzador rápido operado pela Armada Argentina. Sua construção começou em janeiro de 1936 nos estaleiros britânicos da Vickers-Armstrongs em Barrow-in-Furness, Inglaterra, e lançado ao mar em março do ano seguinte, sendo comissionado na frota argentina em janeiro de 1939. Era armado com uma bateria principal composta por nove canhões de 152 milímetros montados em três torres de artilharia triplas, tinha um deslocamento carregado de mais de sete mil toneladas e alcançava uma velocidade máxima de trinta nós (56 quilômetros por hora).
O La Argentina foi construído especificamente para ser usado como navio-escola. Fez vários cruzeiros internacionais entre 1939 e 1940 em sua função de navio-escola, mas a Segunda Guerra Mundial impediu mais viagens do tipo. Serviu como parte da Divisão de Cruzadores durante o conflito, retomando seus deveres de treinamento em 1946. Retornou para a Divisão de Cruzadores em 1951, onde permaneceu até 1960, quando voltou a ser usado como navio-escola. Fez sua última viagem de treinamento em 1972, sendo descomissionado em janeiro de 1974 e desmontado.